# 拉滕 (萨克森州)
拉滕（德語：Rathen）是德国萨克森州的一个市镇，隶属于萨克森施韦茨-东厄尔士山县。总面积为3.56平方千米，截至2020年总人口为349人。